# Tomislav Raukar
Tomislav Raukar (Stari Grad, Hvar, 29. prosinca 1933. – Zagreb, 2. srpnja 2020.) bio je hrvatski povjesničar i akademik HAZU.

## Životopis
Rođen je u Starom Gradu na Hvaru 29. prosinca 1933. godine. U Splitu je studirao povijest te hrvatski jezik i književnosti južnoslavenskih naroda. Godidne 1963. diplomirao je u Zagrebu povijest. U Zadru je 1975. obranio doktorsku disertaciju temom „Ekonomsko-društveni odnosi u Zadru u XV. stoljeću”. Godine 1976. izabran je za docenta, godine 1980. za izvanrednoga te 1985. za redovitog profesora na Odsjeku za povijest Filozofskoga fakulteta u Zagrebu. Izabran je za suradnika HAZU 1986. godine te za redovitog člana 1997. godine.
Godine 1957. godine završava i splitsku Srednju glazbenu školu.
Voditelj je i suradnik na više znanstvenih projekata te urednik i član uredništva nekoliko časopisa (1985–94. član uredništva Historijskog zbornika, od 2001. glavni urednik Starina HAZU). Tijekom 1970-ih i 1980-ih obavio je niz istraživanja u hrvatskim i talijanskim arhivima (Zadar, Dubrovnik, Venecija, Ancona, Bari), gdje je posebice istraživao bilježničku građu. Oslanjajući se na metodologiju francuskih analista i prateći suvremene tokove europske, posebice talijanske i francuske medievistike, znatno je pridonio modernizaciji proučavanja hrvatskoga srednjovjekovlja. Posebice je vrijedan njegov doprinos proučavanju društvenih struktura i gospodarskog kretanja u urbanim i ruralnim sredinama Hrvatske u razvijenom i kasnome srednjem vijeku te komparativnomu proučavanju komuna na hrvatskoj i talijanskoj obali Jadrana. U hrvatsku historiografiju uveo je zapostavljene istraživačke teme, kao što su povijest svakodnevnoga života, mentaliteta i pobožnosti.
Umro je 2. srpnja 2020. godine u Zagrebu.

## Djela
Izbor važnijih djela Tomislava Raukara.
- Zadar u XV. stoljeću: ekonomski razvoj i društveni odnosi, Sveučilište u Zagrebu-Institut za hrvatsku povijest, Zagreb, 1977.
- Zadar pod mletačkom upravom: 1409-1797, Narodni list-Filozofski fakultet, Zadar, 1987., ISBN 8673770114[5]
- Hrvatsko srednjovjekovlje: prostor, ljudi, ideje, Školska knjiga, Zagreb, 1997., ISBN 9530307039[6][7]
- Seljak i plemić hrvatskoga srednjovjekovlja, Filozofski fakultet Sveučilišta u Zagrebu, Zagreb, 2002., ISBN 9531751684[8][9]
- Srednjovjekovne ekonomije i hrvatska društva, Filozofski fakultet Sveučilišta u Zagrebu, Zagreb, 2003., ISBN 9531751943
- Hrvatska povijest srednjeg vijeka (s Nevenom Budakom), Školska knjiga, Zagreb, 2006. ISBN 9530307136[10]
- Studije o Dalmaciji u srednjem vijeku: odabrane studije, Književni krug, Split, 2007. ISBN 9789531632898[11]

## Nagrade i priznanja
- 1998.: Godišnja Državna nagrada za znanost u području humanističkih znanosti, za knjigu Hrvatsko srednjovjekovlje.
- 1998.: Red Danice hrvatske s likom Ruđera Boškovića, za osobite zasluge za znanost
- 1999.: Povelja Filozofskog fakulteta u Zagrebu, za unaprjeđenje nastavnoga rada
- 2000.: Priznanje Leksikografskog zavoda "Miroslav Krleža"
- 2003.: Medalja Filozofskog fakulteta u Zagrebu
- 2004.: Medalja Sveučilišta u Zagrebu
- 2009.: Nagrada „Anton Gindely” Instituta za Podunavlje i Srednju Europu (Das Institut für den Donauraum und Mitteleuropa) iz Beča[1]
- 2016.: Nagrada „Ivan Lučić“ za životno djelo[12]

U čast profesora Raukara 2005. godine izdan je Raukarov zbornik s nizom priloga suvremenih povjesničara.

### Članci
- Matijević Sokol, Mirjana. 2019. Umro profesor Tomislav Raukar. Kroatologija. Sveučilište u Zagrebu – Fakultet hrvatskih studija. Zagreb. 10 (2): 157–158